# Jilm pod Kozincem
Jilm pod Kozincem je památný strom v blízkosti osady Kozí Hřbet u Rejštejna, nedaleko vrchu Kozinec, v okrese Klatovy. Jilm horský (Ulmus glabra Huds.), který roste ve špičce pozemku p.č. 1257, je vitální jedinec s plně zavětvenou a pravidelnou korunou typického habitu s obvodem kmene 292 cm (měření 2017). Strom je chráněn od 19. září 2017 jako autochtonní druh, významný biologicky (z více hledisek), esteticky zajímavý strom, krajinná dominanta, významný vzrůstem.

## Památné stromy v okolí
- Dub na Kozím Hřbetu
- Javor klen na Podlesí
- Jilm na Kozím Hřbetu
- Leškovy lípy
- Lípa na Kozím Hřbetu
- Lípa na Podlesí
- Skupina lip na Podlesí